# HMS Cossack (F03)
HMS Cossack (L03/F03/G03) là một tàu khu trục lớp Tribal được chế tạo cho Hải quân Hoàng gia Anh Quốc trước Chiến tranh Thế giới thứ hai. Tên nó được đặt theo dân tộc Cossack tại Nga và Ukrainia. Cossack nổi tiếng do đã tham gia sự kiện Altmark vào tháng 2 năm 1940, cuộc đổ bộ lên chiếc tàu tiếp liệu Đức Altmark để giải cứu thủy thủ đoàn các tàu buôn Anh bị bắt làm tù binh. Nó đã tiếp tục phục vụ trong Thế Chiến II cho đến khi bị đắm gần Gibraltar do hư hại, sau khi trúng ngư lôi phóng từ tàu ngầm U-boat U-563 Na Uy vào tháng 10 năm 1941.

## Thiết kế và chế tạo
Cossack được đặt hàng cho xưởng tàu Walker tại Newcastle-upon-Tyne của hãng Vickers-Armstrong trong Chương trình Chế tạo Hải quân 1935. Nó được đặt lườn vào ngày 9 tháng 6 năm 1936, và được hạ thủy vào ngày 8 tháng 6 năm 1937, được đỡ đầu bởi bà S. V. Goodall. Cũng được hạ thủy cùng ngày hôm đó tại cùng xưởng tàu này là con tàu chị em HMS Afridi. Cossack được nhập biên chế vào ngày 7 tháng 6 năm 1938 và hoàn tất vào ngày 14 tháng 6 năm 1938.

## Lịch sử hoạt động
Hoạt động đầu tiên của Cossack trong chiến tranh là trong sự kiện Altmark tại Jøssingfjord, Na Uy vào ngày 16 tháng 2 năm 1940. Khi chiếc tàu cướp tàu buôn Đức Admiral Graf Spee đánh chìm các tàu buôn Anh, thủy thủ đoàn những chiếc này bị bắt làm tù binh và chuyển sang chiếc tàu tiếp liệu cho nó Altmark. Cossack đã cho đổ bộ sang Altmark khi chiếc này đang lẩn tránh tại vũng biển Jøssingfjord thuộc lãnh thổ trung lập của Na Uy, đưa đến việc giải cứu các tù binh và làm thiệt mạng bảy thủy thủ Đức. Con tàu Anh quay trở về Leith vào ngày 17 tháng 2 với 299 tù binh Anh được giải cứu. Chính phủ Na Uy đã phản đối việc Cossack vi phạm sự trung lập của Na Uy và yêu cầu trao trả những tù binh, điều mà các tàu tuần tra của Hải quân Hoàng gia Na Uy trước đó cho là không hiện hữu. Phía Đức cũng phản đối việc sử dụng bạo lực đối với Altmark.
Cossack đã tham gia trận hải chiến Narvik thứ hai vào tháng 4 năm 1940 tại Na Uy. Cuối năm đó, nó nằm trong thành phần một lực lượng săn đuổi tàu cướp tàu buôn Đức được cho là đã thoát ra Bắc Đại Tây Dương. Lực lượng bao gồm tàu chiến-tuần dương HMS Hood, tàu tuần dương hạng nhẹ HMS Edinburgh và các tàu khu trục HMS Electra, HMS Echo, HMS Escapade và Cossack. Tin tức tình báo trên tỏ ra sai lầm, và sau khi trải qua một tuần lễ ngoài biển bao gồm cả ngày Giáng Sinh, lực lượng quay trở về cảng vào đêm trước năm mới 1941.
Vào tháng 5 năm 1941, nó tham gia vào cuộc săn đuổi và tiêu diệt thiết giáp hạm Đức Bismarck. Đang hộ tống Đoàn tàu WS-8B đi sang Trung Đông, Cossack cùng bốn tàu khu trục khác được cho tách ra vào ngày 26 tháng 5 để đi đến khu vực Bismarck được báo cáo phát hiện. Chúng đối đầu với chiếc tàu chiến Đức suốt đêm cho đến sáng hôm sau, thực hiện nhiều đợt tấn công bằng ngư lôi, không ghi được phát nào trúng nhưng buộc đối thủ phải trực chiến suốt đêm, khiến cho công việc của các thiết giáp hạm Anh tấn công Bismarck sáng hôm sau dễ dàng hơn.
Vào ngày 23 tháng 10 năm 1941, Cossack đang hộ tống một đoàn tàu vận tải đi từ Gibraltar trở về Anh Quốc khi nó bị đánh trúng một quả ngư lôi duy nhất phóng từ tàu ngầm U-boat U-563 dưới quyền chỉ huy của Klaus Bargsten. Nó được kéo đi bởi một tàu kéo được gửi đến từ Gibraltar vào ngày 25 tháng 10, nhưng thời tiết trở nên bất lợi và dây cáp bị tuột vào ngày 26 tháng 10. Cossack bị đắm tại Đại Tây Dương về phía Tây Gibraltar, ở tọa độ 35°56′B 10°4′T / 35,933°B 10,067°T, vào ngày 27 tháng 10 năm 1941, với tổn thất nhân mạng 159 thành viên thủ thủ đoàn.